# Guy Touvron
Guy Touvron, né le 15 février 1950 à Vichy (Allier) et mort le 9 mars 2024 à Saint-Yorre,,, est un trompettiste classique français.

## Biographie

### Jeunesse et formation
Ses parents ne sont pas musiciens, mais son grand-père joue du cornet dans une harmonie locale, à Saint-Yorre. Le jeune Guy Touvron commence à dix ans ses études musicales à Vichy avec le cornet.
Il entre en 1967 au Conservatoire national supérieur de musique à Paris dans la classe de Maurice André ; un an plus tard il remporte le premier prix de cornet et, en 1969, le premier prix de trompette ; de 1971 à 1975, il remporte les trois grands prix internationaux de Munich, Prague et Genève…

### Carrière
Depuis, Guy Touvron parcourt le monde ; il est le favori de bien des orchestres, tels I Solisti Veneti, l'English Chamber Orchestra, le Mozarteum de Salzbourg, le Festival String de Lucerne, l'orchestre de chambre de Prague et les orchestres de chambre français (Toulouse, Pays de Loire, Basse-Normandie, Pays de Savoie, etc.), ainsi que de nombreux orchestres symphoniques de différents pays.
Soliste international, il est invité par les plus grands festivals en France comme à l'étranger : festival estival de Paris, Lille, Prades… ; Lanaudière (Canada), Ansbach (Allemagne), Pollença (Espagne), Stressa (Italie), Salzbourg (Autriche), Montreux (Suisse).

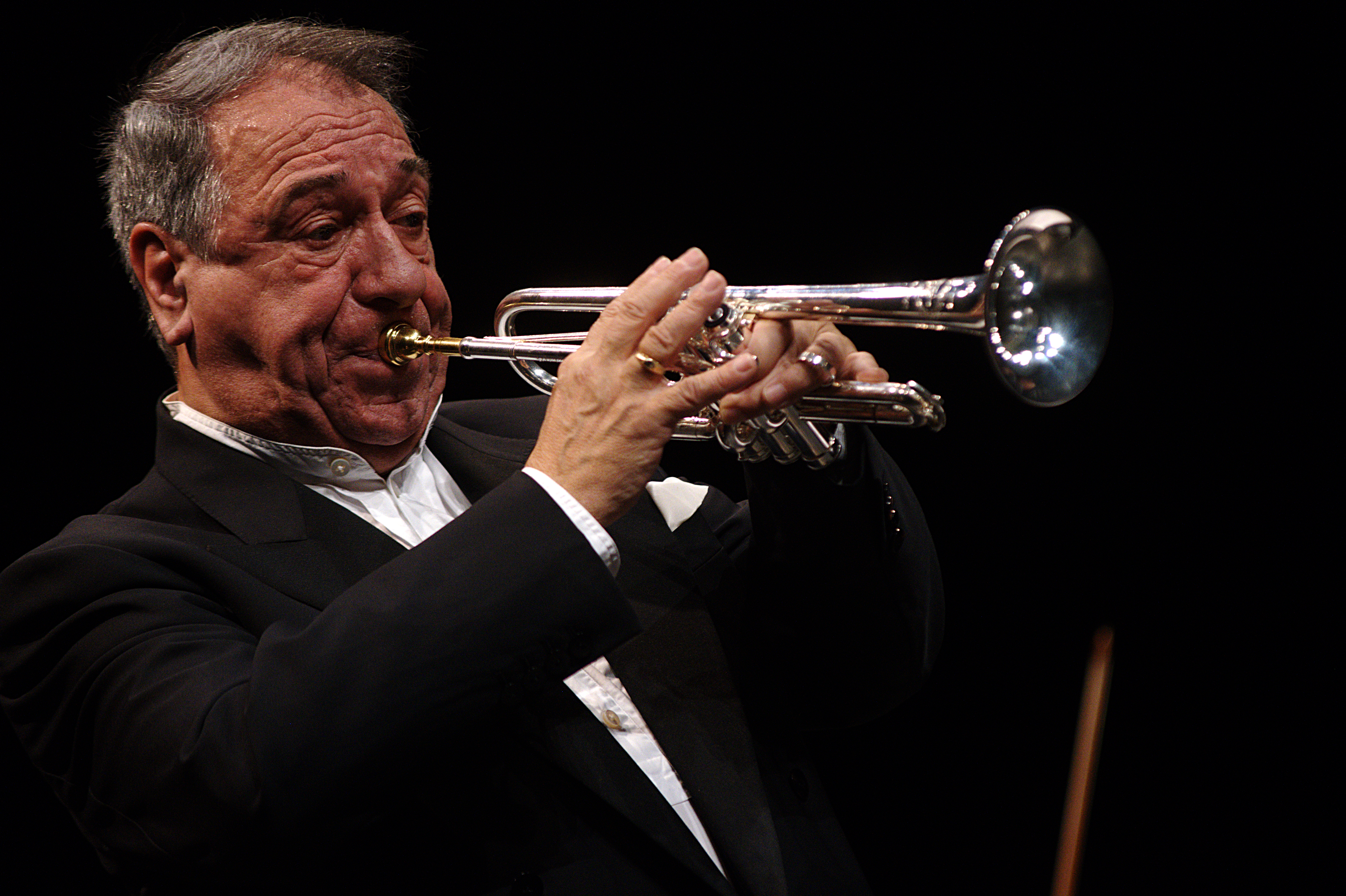
Guy Touvron en concert au théâtre de Valence en 2017.

Il joue dans les plus grandes salles du monde, sous la direction de chefs tels que Jean-François Paillard avec lequel il enregistre 8 albums, Yehudi Menuhin, Serge Baudo, Sylvain Cambreling, Jean-Claude Casadesus, Emmanuel Krivine, Michel Plasson, Claudio Scimone et d'autres. Plus de 25 œuvres ont été écrites pour lui par des compositeurs actuels : Karol Beffa, Charles Chaynes, Graciane Finzi, Anthony Girard, Jacques Loussier, Alain Margoni, François Rauber…
Il joue régulièrement en Asie (7 tournées au Japon), aux États-Unis, etc. Ses interprétations avec orgue ou piano, avec Emmanuelle Huart par exemple, lui valent de beaux succès.
Tout comme celui de Maurice André, son répertoire est diversifié et polyvalent ; il a enregistré plus de 120 disques allant de la musique classique à la variété, en passant par la musique de kiosque et de bal champêtre ou même de concert Belle Époque 1900.
Il joue ainsi notamment avec l'orchestre d'harmonie de Vichy dirigé par Christian Legardeur, ainsi qu'avec l'accordéoniste Daniel Colin sur le disque Trompette au bal musette, en 2006, rejoignant la musique de divertissement.
Après la mort brutale de son épouse, à l’âge de 39 ans, Guy Touvron fonde, en 2002, en hommage à cette guitariste qui avait été l’élève d’Alexandre Lagoya, le festival Guitares en Cormatinois près du moulin de Malay (Saône-et-Loire) ; il fait de ce lieu sa résidence secondaire.
En 2013, il ajoute à ces fonctions de directeur celles de président du festival Les Grandes Heures de Cluny, qui est alors sur le déclin. Grâce à lui, certains des plus brillants interprètes français (le pianiste Adam Laloum, le violoncelliste Edgar Moreau) viennent relever le niveau de la programmation.
Il enseigne au conservatoire à rayonnement régional de Paris et à la Schola Cantorum de Paris.

### Décès
Il meurt d’un infarctus foudroyant le 9 mars 2024 à 74 ans,.  

### Affaires judiciaires
En septembre 2020, il est reconnu coupable d'agression sexuelle sur une femm/e ; il est condamné à 6 mois de prison avec sursis et condamné à verser près de 3 000 euros à la plaignante en réparation du préjudice matériel, ainsi que 2 000 euros,.
À la suite de la plainte d'une musicienne âgée de 25 ans, il fait l'objet, en 2021, d'une enquête préliminaire pour viol,,. Rejetant ces accusations, il démissionne de la présidence du festival Les Grandes Heures de Cluny pour se « consacrer à sa défense »,,. L'action publique s'éteint du fait de son décès.

### Décorations
- 2000 :  Officier de l'ordre national du Mérite[12] ; chevalier au 1er février 1993
- 2005 :  Chevalier de l'ordre des Arts et des Lettres[13]

## Publication
- Une trompette pour la renommée, biographie de Maurice André, éditions du Rocher, 2003  (ISBN 2-268-04785-7)[6]